# José María Hernández González

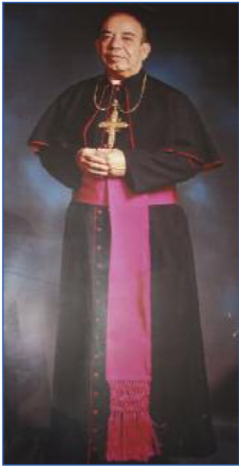
José María Hernández González (2012)

José María Hernández González (* 17. Januar 1927 in Pénjamo; † 19. Januar 2015 in Celaya) war Bischof von Nezahualcóyotl.

## Leben
José María Hernández González empfing am 25. März 1950 die Priesterweihe. Im Oktober 1973 wurde er erster Generalvikar des neuerrichteten Bistums Celaya.
Papst Johannes Paul II. ernannte ihn am 18. Februar 1983 zum Bischof von Chilapa. Der Apostolische Delegat in Mexiko, Girolamo Prigione, spendete ihm am 26. April desselben Jahres die Bischofsweihe; Mitkonsekratoren waren Rafael Bello Ruiz, Bischof von Acapulco, und Victorino Alvarez Tena, Bischof von Celaya. 
Am 18. November 1989 wurde er zum Bischof von Nezahualcóyotl ernannt und am 18. Januar des nächsten Jahres in das Amt eingeführt. Während seiner Amtszeit wurde erstmals in der Diözese ein Katechismusmagazin herausgegeben. Am 8. Juli 2003 nahm Papst Johannes Paul II. seinen altersbedingten Rücktritt an. José María Hernández González zog sich anschließend nach Celaya zurück. Dort starb er am 19. Januar 2015, zwei Tage nach seinem 88. Geburtstag.